# Lotta Bouvin
Charlotte Bouvin (Östersund, 2 de octubre de 1959-Estocolmo, 1 de mayo de 2023) fue una periodista y presentadora sueca.

## Biografía
Hija de la maestra Gunilla Swan y el consejero de gobierno Ake Bouvin. Estudió en la Universidad de Grenoble y en Universidad de Estocolmo. Fue una periodista y presentadora sueca en Sveriges Television. Dirigió el programa matutino "Gomorron Suecia" durante quince años. Trabajó en Sveriges Television, SR Ekot, y Radio Gotland, entre otros.
Contrajo matrimonio con Pelle Sundberg desde 1988 a 2023. Tuvieron dos hijos juntos, un hijo (nacido en 1989) y una hija (nacida en 1992).
Falleció el 1 de mayo de 2023 a los sesenta y tres años, en Kungsholmen.

## Filmografía
- 1969, Rapport
- 1977, Gomorron Sverige
- 2001, Humorlabbet